# الانتخابات الرئاسية المولدوفية 2020
أُجريت الانتخابات الرئاسية في مولدوفا يوم الأحد، الأول من نوفمبر 2020، وهي رابع انتخابات رئاسية مباشرة منذ الاستقلال في عام 1991. كان بإمكان الناخبين انتخاب رئيس جديد أو إعادة انتخاب الرئيس الحالي إيغور دودون. نظرًا لعدم حصول أي مرشح على أغلبية الأصوات في الجولة الأولى، جرت جولة الإعادة بين أكبر مرشحين،مايا ساندو ودودون، وفي 15 نوفمبر، فازت مايا ساندو بنسبة 57.72٪ من الأصوات.

## النظام الانتخابي

### متطلبات الأهلية
وفق (المادة 78، البند 2) من دستور مولدوفا، هُناك أربعة شروط يجب أن يستوفيها المرشح الرئاسي، وهي: الجنسية المولدوفية، عمره 40 عامًا على الأقل، الإقامة في مولدوفا لمدة 10 سنوات على الأقل، والقدرة على التحدث بلغة الدولة. تحدد المادة 80 من الدستور حدًا للولاية: لا يجوز لفرد واحد أن يحكم أكثر من فترتين على التوالي.

### الإجراءات
يمكن تسمية المرشحين من قبل حزب سياسي أو تحالف انتخابي أو الترشح كمستقلين. يتعين عليهم جمع ما لا يقل عن 15000 توقيع ناخب في دعمهم من نصف الوحدات الإقليمية الإدارية من المستوى 2 في مولدوفا على الأقل مع 600 توقيع على الأقل في كل منها. يمكن اعتبار نتائج الانتخابات صحيحة فقط إذا كانت نسبة المشاركة أعلى أو تساوي 33٪. ينتخب المرشح الذي يحصل على الأغلبية المطلقة من الأصوات رئيسًا. إذا لم يحصل أي مرشح على أغلبية الأصوات، تُعقد جولة ثانية بين المرشحين الأولين بعد أسبوعين من الجولة الأولى. يصبح المرشح الحاصل على أكبر عدد من الأصوات في الجولة الثانية رئيسًا.

## النتائج

نتائج الانتخابات الرئاسية في مولدوفا 2020. تُظهر الخريطة اليسرى الفائز في الجولة الأولى من قبل اللجان الانتخابية الإقليمية. تُظهر الخريطة اليمنى الفائز في الجولة الثانية من قبل اللجان الانتخابية الإقليمية.

تميزت الجولة الأولى من الانتخابات بإقبال كبير تاريخيًا من المغتربين. كان سكان مولدوفا الذين يعيشون في الخارج مسؤولين عن 15 ٪ من الأصوات المدلى بها. نظرًا لأن المغتربين صوتوا بأغلبية ساحقة لمايا ساندو، فإن إقبالهم الكبير يعتبر أحد الأسباب الرئيسية لفوزها بالجولة الأولى. نظرًا لأن معظم استطلاعات الرأي أعطت ميزة للرئيس الحالي دودون، فقد اعتبر الخبراء نتيجة مايا ساندو غير متوقعة. أعرب العديد من المحللين عن رأي مفاده أن ريناتو أوساتوي، الذي جاء في المركز الثالث ووضع نفسه في الوسط، يمكن لعب دورًا حاسمًا في الجولة الثانية من خلال إعلان دعمه لأحد المرشحين.
اقترح استطلاع عند الانتهاء من الجولة الثانية أن ساندو فازت بنسبة 54.8٪ من الأصوات: بينما أظهرت النتائج الفعلية فوز ساندو بنسبة 57.72٪ من الأصوات.

## ما بعد الانتخابات
هنأ رئيس رومانيا كلاوس يوهانيس أول رئيس دولة ساندو بفوزها، وذلك من خلال مكالمة هاتفية وعبر تويتر. وأعلن أنه سيزور كيشيناو بمجرد تولي ساندو منصب الرئاسة ومناقشة مسار اندماج مولدوفا في الاتحاد الأوروبي. وفي وقت لاحق، هنأ رئيس الوزراء الروماني لودوفيك أوربان ورئيس أوكرانيا فولوديمير زيلينسكي ساندو. بعث الرئيس الروسي فلاديمير بوتين ببرقية هنأ فيها ساندو ويتطلع إلى «التنمية البناءة للعلاقات».
فيما قال رئيس مولدوفا إيغور دودون إنه سيفكر في الاعتراف بالهزيمة إذا وجدت المحاكم أن عملية التصويت سارت على ما يُرام، قال: «إذا وجدت المحاكم أن كل شيء على ما يرام، فسنضع حدًا كاملًا هناك». كما قال إنه يهنئ ساندو كإجراء احترازي.